# Nippancistroger koreanus
Nippancistroger koreanus is een rechtvleugelig insect uit de familie Gryllacrididae. De wetenschappelijke naam van deze soort is voor het eerst geldig gepubliceerd in 2003 door Storozhenko & Paik.